# Селезнёвский
Селезнёвский — посёлок в Нижнеилимском районе Иркутской области России. Входит в состав Шестаковского муниципального образования. Находится примерно в 19 км к юго-западу от районного центра.

## Население
| 2002 | 2010 | 2011 | 2012 |
| ---- | ---- | ---- | ---- |
| 71   | ↘49  | →49  | →49  |

По данным Всероссийской переписи, в 2010 году в посёлке проживало 49 человек (22 мужчины и 27 женщин).